# Molophilus heteracanthus
Molophilus heteracanthus är en tvåvingeart som beskrevs av Alexander 1925. Molophilus heteracanthus ingår i släktet Molophilus och familjen småharkrankar. Inga underarter finns listade i Catalogue of Life.